# Institut catholique de Toulouse
Ne doit pas être confondu avec Université de Toulouse.
Pour les articles homonymes, voir ICT.

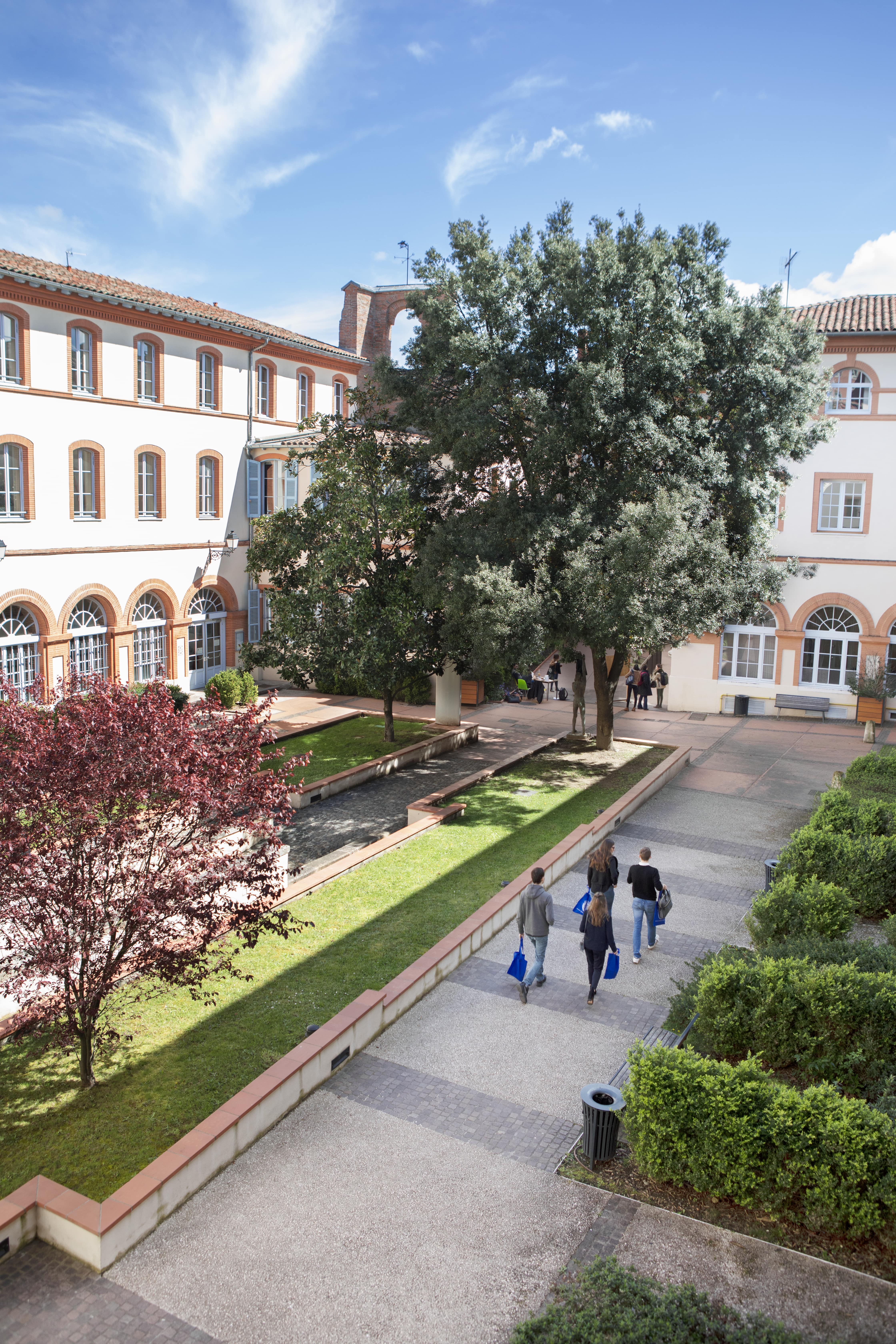
La cour d'honneur.

L’Institut catholique de Toulouse (ICT), dit « La Catho », est un institut catholique situé dans le quartier des Carmes à Toulouse, dont le ressort diocésain correspond au Sud-Ouest de la France. 
Etablissement privé d'enseignement supérieur fondé en 1877 dans la filiation de l'ancienne université médiévale, haut lieu de la Résistance, il occupe deux sites patrimoniaux majeurs bâtis sur le rempart gallo-romain : l'ancien couvent des Clarisses, rue de la Fonderie, et la maison Seilhan, Place du Parlement. L'institut, sous statut associatif, comporte un ensemble de facultés en lettres et sciences humaines, droit, philosophie, droit canonique et théologie, ainsi qu'une unité de recherche transdisciplinaire créée en 2015.

## Organisation
Placée dans le centre historique de Toulouse, rue de la Fonderie, dans un ancien couvent construit entre le XIVe et le XVIIIe siècles, l'Institut comprend des facultés et instituts, ecclésiastiques ou profanes. On y trouve notamment quatre amphithéâtres, une bibliothèque universitaire, une chapelle, un laboratoire de recherche, un musée archéologique et historique.
Situé sur le site de la maison de saint Dominique, la fondation en 1877 de l'université catholique de Toulouse, se place dans la continuité de l'ancienne université que le saint avait contribué à fonder en 1229, ainsi que de la philosophie de Thomas d'Aquin inhumé à l'église des Jacobins. La loi réservant depuis 1880 l'appellation d'université aux établissements publics, la Catho de Toulouse porte formellement le nom d'institut.
Reconnu d'utilité publique en 1881 et 2001, l'Institut relève de l’Association des évêques fondateurs de l'université catholique de Toulouse , association sans but lucratif comprenant les sièges épiscopaux de Toulouse, Albi, Pamiers, Rodez, Montauban, Tarbes, Tulle, Aire et Dax, Auch, Périgueux, Carcassonne, Perpignan, Agen et Saint-Flour.
L’Institut catholique de Toulouse est membre de la Fédération internationale des universités catholiques.

### Facultés et organismes
- Faculté libre de droit, fondée en 1877, rétablie en 2007 ;
- Faculté libre des lettres et sciences humaines, fondée en 1878 ;
- Faculté de théologie, fondée en 1879 ;
- Faculté libre de philosophie, fondée en 1899 ;
- Faculté de droit canonique, fondée en 1899 ;
- Institut universitaire de langue et de culture française (IULCF) ;
- Institut des arts et musique sacrés (IAMS) ;
- Institut d'études religieuses et pastorales (IERP) ;
- Institut supérieur de formation de l'enseignement catholique (formation des professeurs des écoles et du secondaire) (ISFEC) ;
- École supérieure d’Ethique des sciences et de la Santé (ESESS).

Organismes associés
- Institut supérieur d’Informatique et de Communication numérique (ISIC) ;
- École supérieure pour la Qualité la Sécurité et l'Environnement (ESQESE).

Écoles rattachées
- École de journalisme de Toulouse (EJT) ;
- Institut d'art religieux de Toulouse (IART).

Autres formations
- Centre d'examen de l'université de Cambridge (préparation aux examens de cette université) ;
- Centre d'examen du passeport de compétences informatique européen (PCIE).

### Statut des formations et diplômes
Les instituts catholiques, en tant qu'établissements privés, ne peuvent délivrer en leur nom propre aux étudiants des diplômes nationaux comme la Licence, le Master ou le Doctorat, lesquels relèvent du monopole de l'Etat, en vertu de la loi du 18 mars 1880. Ils peuvent coopérer avec une université pour que leurs étudiants passent les examens d'un grade universitaire délivré par l'université partenaire, ou bien solliciter du recteur d'académie la tenue d'un jury rectoral en vertu de l'article L613-7 du Code de l'éducation.
Ils peuvent délivrer en leur nom des diplômes d'établissement dans toutes les disciplines, ainsi que des diplômes canoniques du Saint-Siège dans les sciences ecclésiastiques, droit canonique, théologie, philosophie.

### Bibliothèque
La bibliothèque Aimé-Georges-Martimort contient 100 000 ouvrages dont 25 000 volumes en libre-accès, près de 300 titres de périodiques et un fonds patrimonial qui comporte environ 22 000 volumes antérieurs à 1815, dont une collection de manuscrits, incunables et documents iconographiques. Certains ouvrages patrimoniaux sont numérisés sur Tolosana, dont le fameux Le Livre des Statuts de la Compagnie de S[ain]t Hierosme, ou Livre des Rois, manuscrit du XVIIe siècle contenant des autographes et dédicaces des rois de France et princes du sang lors de leurs visites à Toulouse.
Accessible à tous, la bibliothèque universitaire met à disposition des étudiants, chercheurs et curieux des ouvrages sur les sciences religieuses, les sciences humaines et le droit. Le catalogue informatisé permet de repérer les livres conservés à la bibliothèque.
Depuis 2019, la B.U. a pris le nom d'Aimé-Georges Martimort, conservateur de 1938 à 1981.

## Histoire

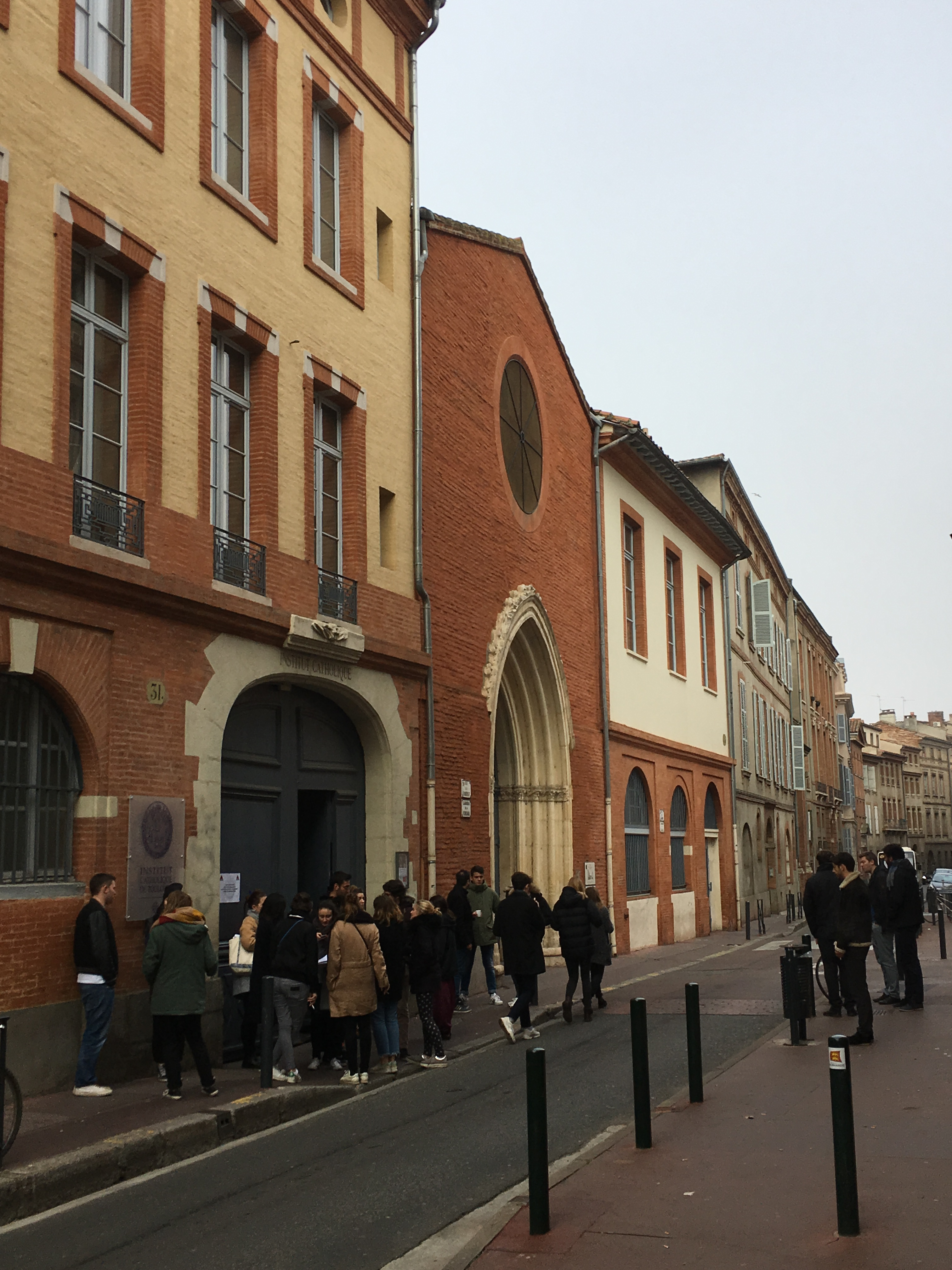
Entrée principale, rue de la Fonderie.

L'Institut catholique est l'héritier de l’Université toulousaine fondée le 12 avril 1229, en application du traité de paix signé entre le roi Louis IX et le comte Raymond VII de Toulouse, sous les auspices du légat du pape Grégoire IX. Les universités d'Ancien Régime étaient en effet des corporations de maîtres disposant de statuts ecclésiastiques et royaux.
Supprimée à la Révolution, l'Université catholique fut rétablie en 1877, avant que les établissements d'enseignement supérieur publics ne reprennent ce nom abandonné à la fin de l'Ancien Régime. Bien que désormais dénommée Institut, la Catho se veut la continuatrice de la tradition universitaire médiévale dans le berceau historique de l'Ordre des Prêcheurs dominicains. Initialement, les facultés profanes (droit, lettres, sciences) sont les premières créées. Mais, au XXe siècle, ce sont les facultés canoniques (droit canonique, philosophie, théologie) qui connaissent un grand développement.
L'Institut catholique fut l'un des foyers les plus importants de la Résistance toulousaine pendant le second conflit mondial, placé au centre de réseaux de protection et d'évasion pour des républicains espagnols ainsi que des juifs persécutés. Ses enseignants et étudiants s'illustrèrent également dans les Forces françaises libres. La figure de Mgr Bruno de Solages, recteur de l'Institut pendant trente ans, résistant et déporté en Allemagne, domine l'histoire contemporaine de l'établissement.
Centre des études ecclésiales dans le Sud-Ouest autour de ses trois facultés canoniques, la Catho de Toulouse voit au XXIe siècle ses facultés laïques connaître à leur tour un fort développement, avec la réouverture de la faculté de droit en 2007, et la création d'une antenne à Bordeaux en 2024.

## Les recteurs de l'Institut catholique
- 1877 : Jean-Baptiste Caussette (1819-1880)[11] ;
- 1880 : Auguste Lamothe-Tenet (1827-1898)[12] ;
- 1894 : Duilhé de Saint Projet (1822-1897) ;
- 1897 : Pierre Batiffol (1861-1929) ;
- 1908 : Germain Breton (1852-1931)[13] ;
- 1931 : Bruno de Solages (1895-1983) ;
- 1964 : Xavier Ducros (1899-1982)[14],[15] ;
- 1975 : Pierre Eyt (1934-2001) ;
- 1981 : Jacques Dutheil, o.f.m[16] ;
- 1993 : André Dupleix (1944-) ;
- 2000 : Claude Bressolette (1934-) ;
- 2004 : Pierre Debergé (1956-) ;
- 2013 : Luc-Thomas Somme, o.p. (1960-)[17] ;
- 2018 : Christian Delarbre (1964-)[18].
- 2022 : François Moog[19]

## Personnalités liées à l'Institut
- Saint Dominique ; l'Institut conserve en ses murs sa résidence toulousaine des années 1220.

### Professeurs et cadres

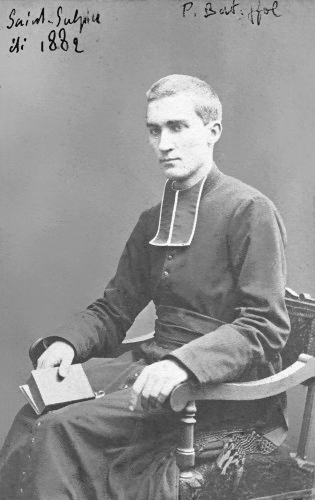
Pierre Batiffol (1861-1929), historien de l'Eglise et des dogmes.
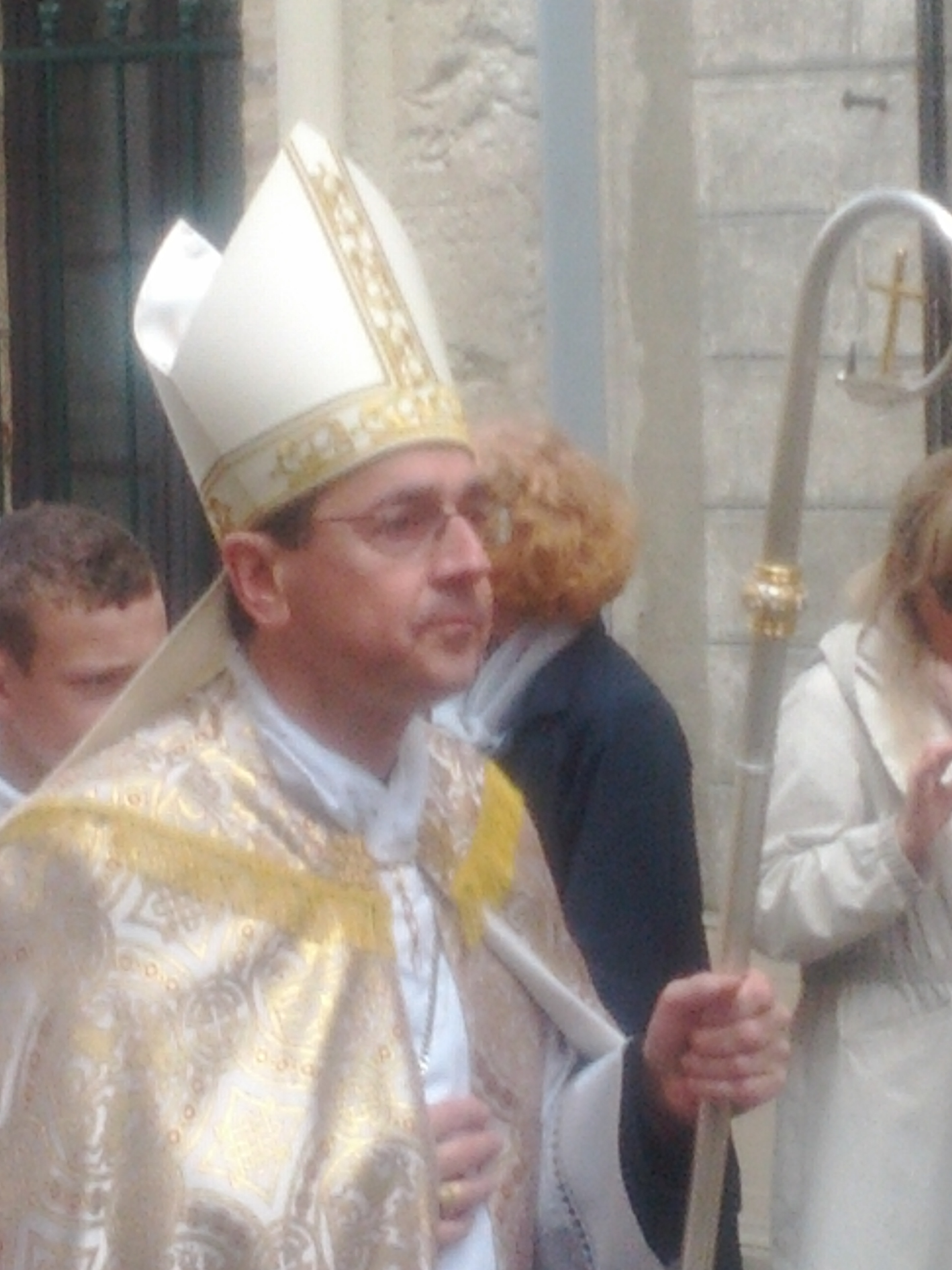
Laurent Camiade (1966-), évêque de Cahors, théologien.
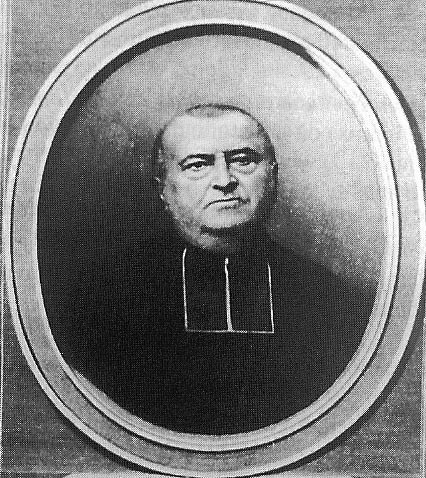
Léonce Couture (1832-1902), philologue.
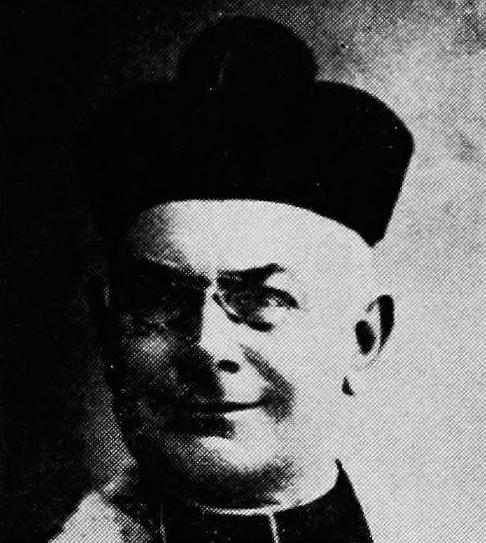
Antoine Degert (1859-1831), abbé, professeur, écrivain et journaliste.
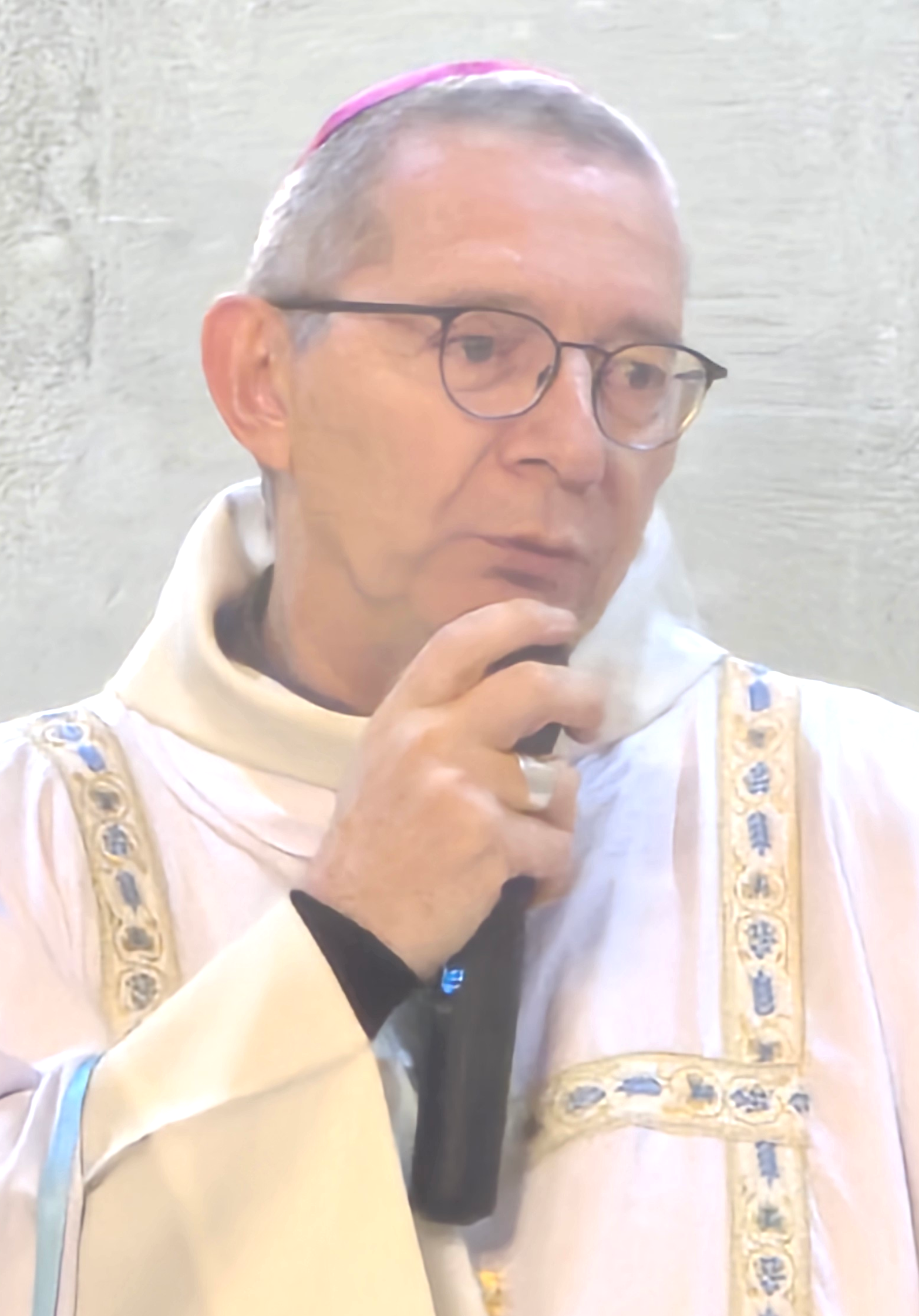
Christian Delarbre (1962-), archevêque d'Aix et d'Arles, recteur de l'Institut, professeur de théologie pastorale.
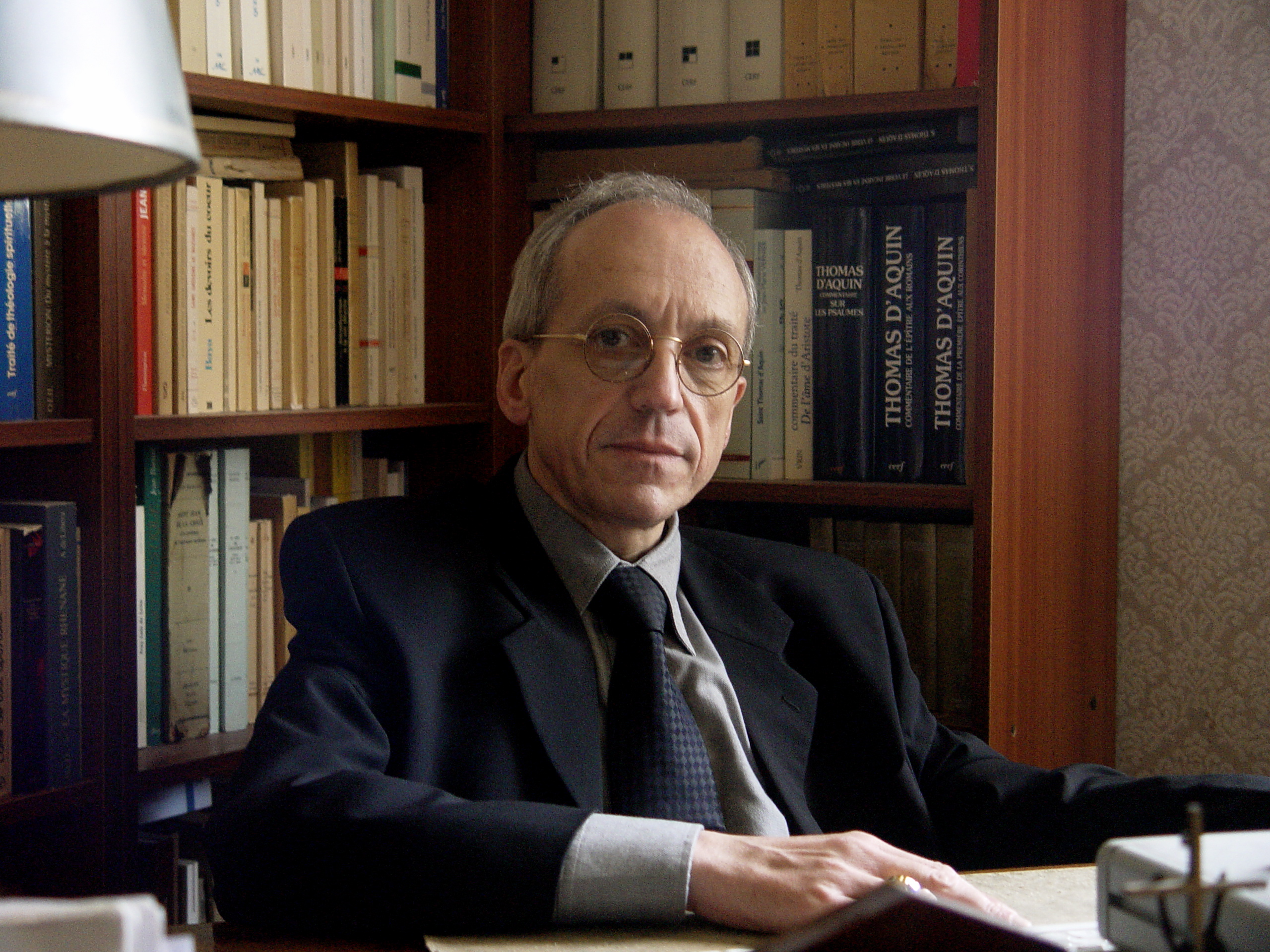
Yves Floucat (1950-), philosophe.
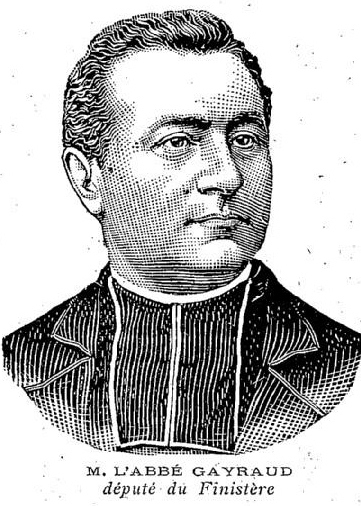
Hippolyte Gayraud (1856-1911), philosophe et député.
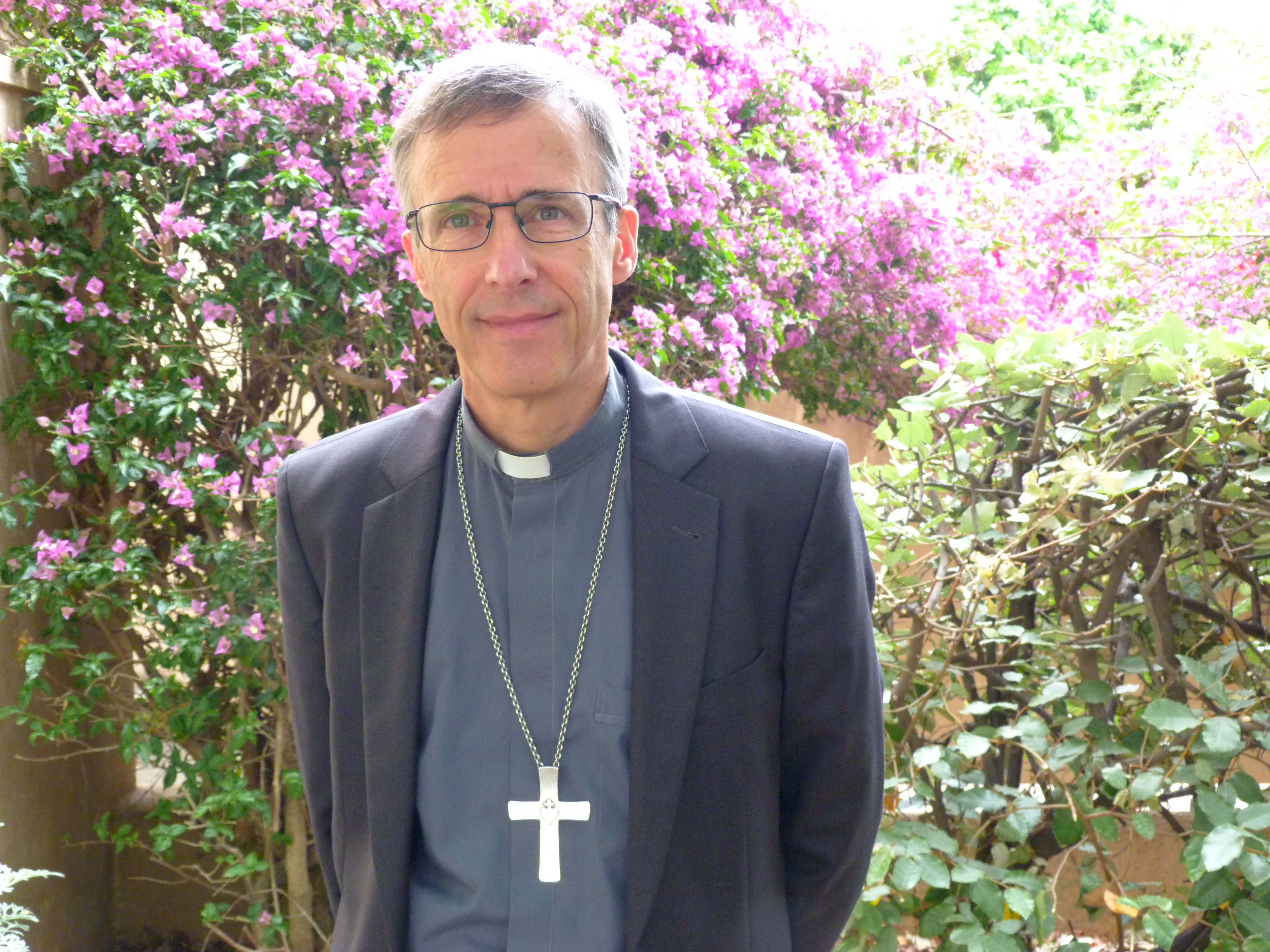
Olivier de Germay (1960-), archevêque de Lyon, théologien.
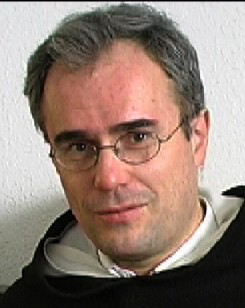
Thierry-Dominique Humbrecht (1962-), philosophe et théologien.
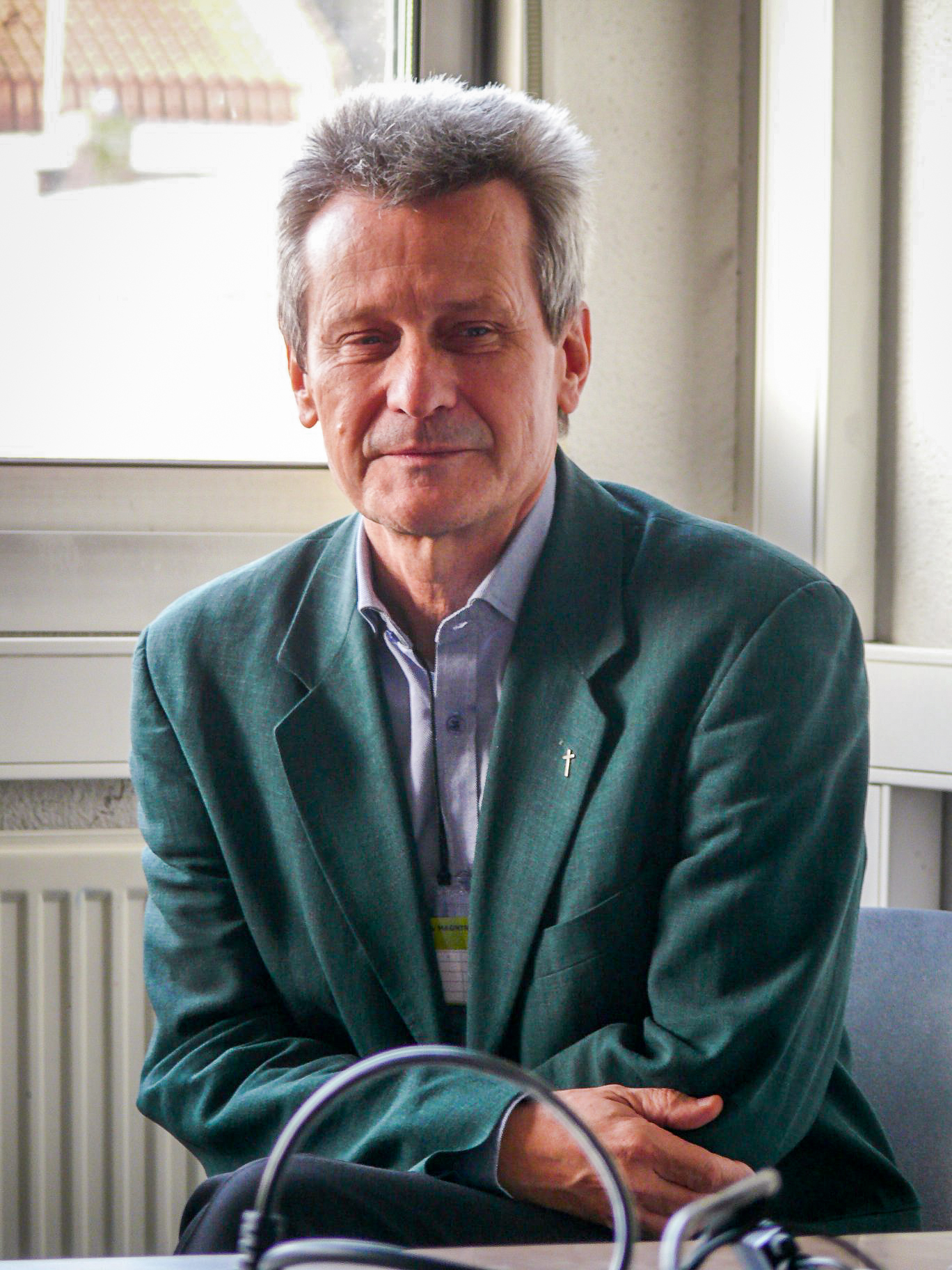
Thierry Magnin (1954-), physicien et théologien.
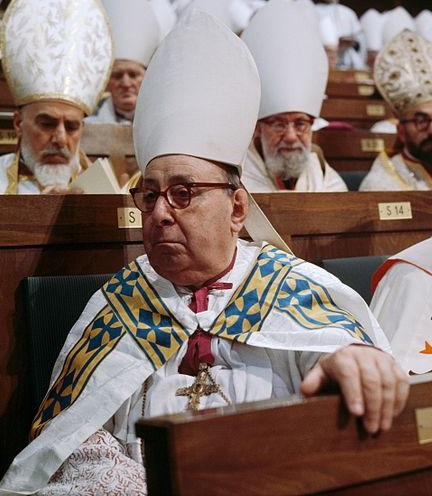
Aimé-Georges Martimort (1911-2000), prélat, résistant, historien et liturgiste.
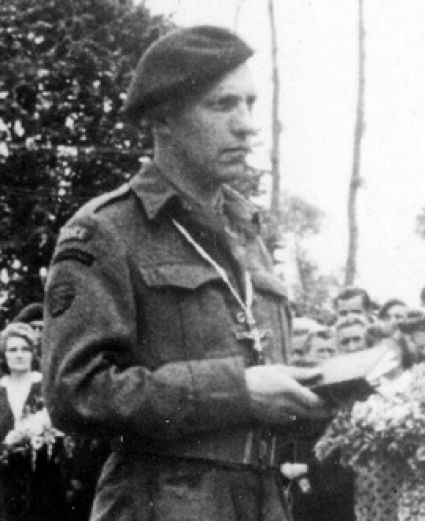
René de Naurois (1906-2006), ornithologue, français libre et Juste parmi les nations.
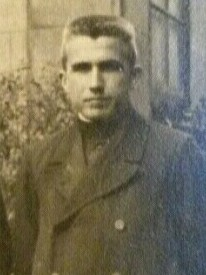
Michel Olphe-Galliard (1900-1985), prêtre jésuite et théologien.
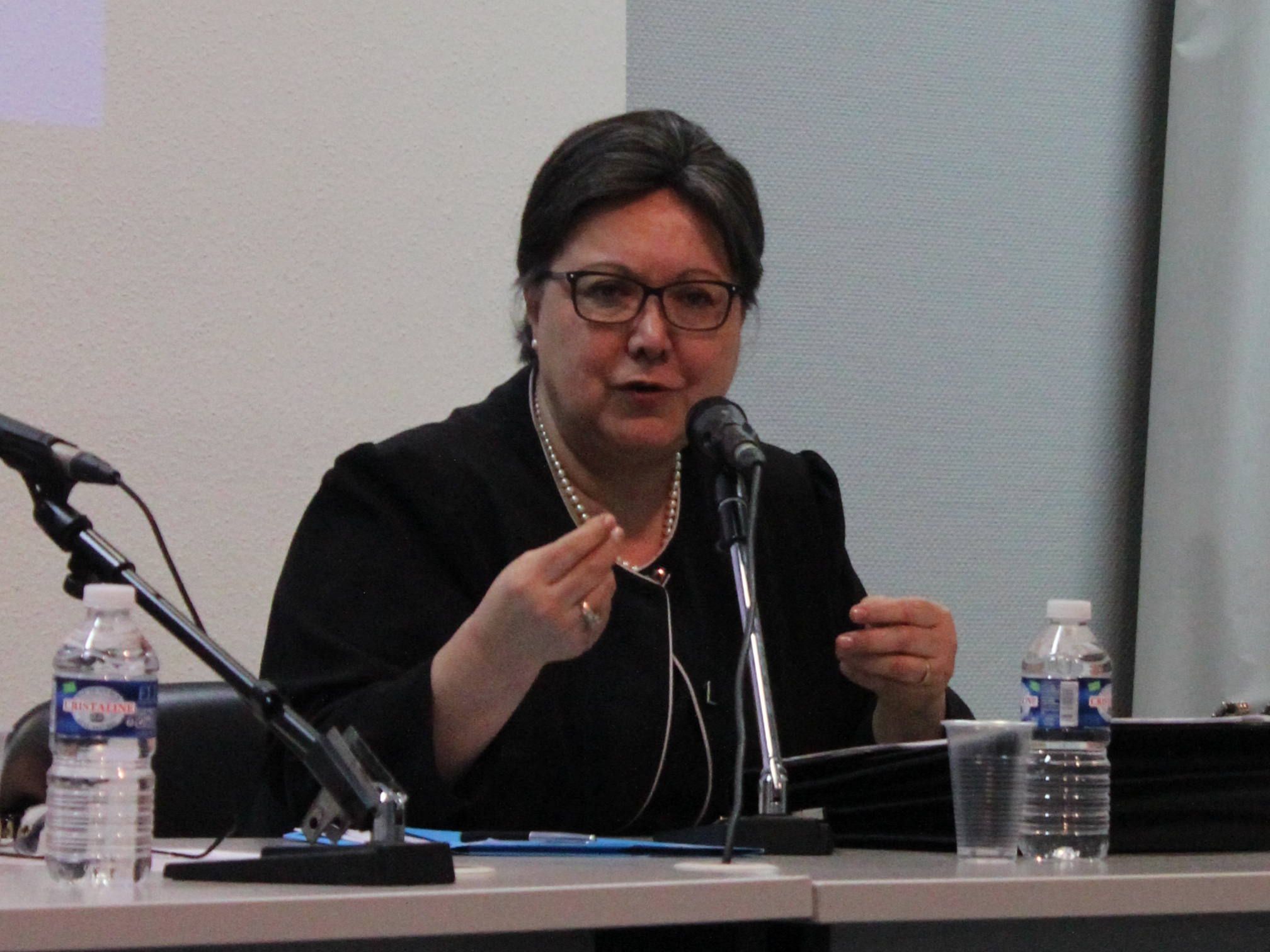
Marie-Thérèse Urvoy (1949-), islamologue.
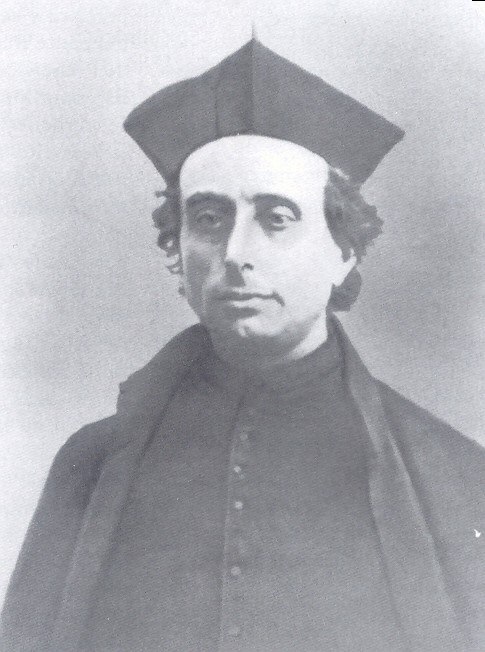
Henri Ramière (1821-1884), théologien.
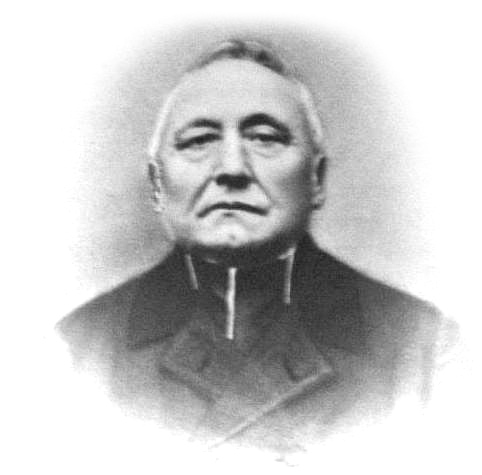
Jean-Baptiste Senderens (1856-1937), chimiste et philosophe.

- Georges Baccrabère (1920-2007), prêtre, docteur en droit canonique, archéologue et historien toulousain[20] ;
- Francis Bestion (1957-), évêque de Tulle puis de Blois, ancien professeur de sacramentaire de l'Institut (2008-2013).
- Étienne Delaruelle (1904-1971), chanoine, docteur ès-lettres, professeur d'histoire et de théologie.
- Marc Duilhé de Saint Projet (1822-1897), prêtre, docteur en philosophie, doyen de la Faculté libre des Lettres en 1878, recteur de l'Institut (1894) ;
- Pierre Eyt (1934-2001), cardinal archevêque de Bordeaux, recteur de l’Institut (1975-1981) ;
- Pierre Gauthier (1938-), docteur ès sciences religieuses, professeur d'histoire, de philosophie et de métaphysique à l'Institut. Co-éditeur des sermons de John Henry Newman et spécialiste de la pensée de Maurice Blondel ;
- Louis Monloubou (1924-2012), prêtre, prêtre sulpicien, exégète spécialiste du prophétisme et des courants de sagesse biblique ;
- Bruno de Solages (1895-1983), prêtre, recteur, protonotaire apostolique, résistant, déporté, protecteur des réfugiés espagnols et des juifs sous l'Occupation ;
- Jacques Jomier, o. p. (1914-2008), prêtre, licencié en théologie catholique et docteur ès lettres, membre de l'Institut dominicain d'études orientales et de l'Institut d'Égypte ;
- Jean-Michel Maldamé, o. p. (1939-), théologien et scientifique, doyen (1984-2000) ;
- Alain Marchadour (1937-), religieux assomptionniste, docteur en exégèse, professeur à l'Institut à partir de 1972, et doyen (1993-1999) ;
- Ernest Nègre (1907-2000), chanoine, professeur de littérature occitane, directeur du Collège d'Occitanie, spécialiste d'onomastique et de toponymie ;
- Joseph Salvat (1889-1972), prêtre, philologue, fondateur du Collège d'Occitanie ;
- Jacques Thomas, prêtre, orientaliste, professeur de philologie sémitique ;
- Géraud Venzac (1901-1981), prêtre, philologue, romaniste, traducteur de la Vie de saint Géraud d'Aurillac par Odon de Cluny ;
- Marie-Joseph Nicolas (1906-1999), prêtre dominicain, professeur de théologie dogmatique, doyen de la Faculté de Théologie (1970-1976).
- Jean-Pierre Vernant (1914-2007), historien et anthropologue français, spécialiste de la Grèce antique, professeur au Collège de France.
- Saturnin Vidal (1819-1908), avocat et docteur en droit, député-maire de Tarascon-sur-Ariège, doyen de la Faculté libre de Droit (1877-1886).

### Etudiants
- André Boyer-Mas (1904-1972), ecclésiastique et diplomate, résistant français.
- Clément Roques (1880-1964), cardinal, archevêque d'Aix puis de archevêque de Rennes, résistant français.
- Emmanuel Delmas (1954-), évêque d’Angers (2008-).
- Rita Lejeune (1906-2009), philologue médiéviste et romaniste.

## Bâtiments répertoriés

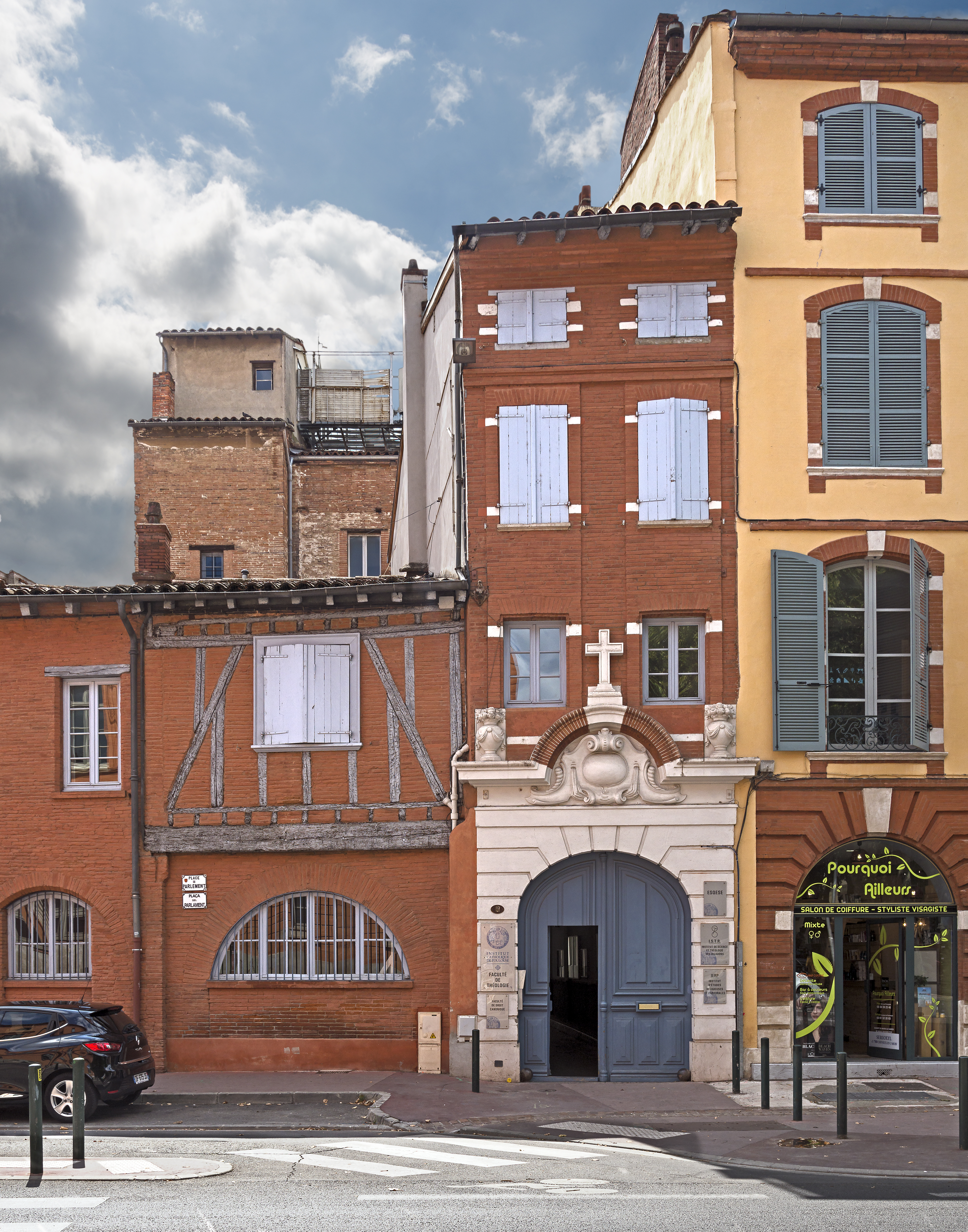
Entrée de la Maison de l'Inquisition, place du Parlement

- Salle Léon XIII (salle des pas perdus) : fresque Le Couronnement de la Vierge  par Marcel-Lenoir, 16,30 mètres de long superficie de 63 M2  Inscrit MH (1996)[21] ;
- Musée archéologique, restes du rempart antique de Toulouse (ISMH), sarcophage paléochrétien, meule gauloise, sculptures gallo-romaines ;
- Musée historique ;
- Chapelle Sainte-Claire du Salin, rue de la Fonderie ;
- Amphithéâtre Bruno de Solages, ancienne chapelle de l'Inquisition construite en 1650 par les Dominicains, plafond avec 15 tableaux de Thomas-Balthazar Moncornet, o.p., retraçant la vie de saint Dominique (ISMH) ;
- Maison Seilhan, place du Parlement, appartenant à Pierre Seilhan, fils de Bernard Seilhan, viguier du comte de Toulouse, dans laquelle habitait saint Dominique (ISMH).